# Johann Caspar Pflaume
Johann Caspar Pflaume (* 1644 in Aschersleben; † 23. September 1689 in Leipzig) war Philosoph, Jurist, Ratsherr und Stadtrichter von Leipzig.

## Leben
Johann Caspar Pflaume wurde 1644 als Sohn von Ascan Pflaume (1605–1669) in Aschersleben geboren und am 20. September 1644 in der St.-Stephani-Kirche getauft. Im Juli 1666 immatrikulierte er sich an der Universität Rostock. An der Universität Leipzig war er 1670 Praeses. 1671 promovierte er an der Universität Basel zum Doktor beider Rechte (Dr. phil. et. jur. utr.). 1676 wurde er Leipziger Ratsherr und 1677 Stadtrichter von Leipzig.
Er war Mitglied der Leipziger Gelehrtengesellschaft Collegium Conferentium, unter deren Mitgliedern sich auch Gottfried Wilhelm Leibniz befand. Dieser hatte mit ihm und drei anderen Mitgliedern der Gesellschaft auch später noch Kontakt. Die drei anderen Mitglieder waren Friedrich Nitzsch, Johannes Cyprian und Christoph Schrader. Collegium Conferentium und die beiden älteren Leipziger Gelehrtengesellschaften Collegium Gellianum und Collegium Anthologicum, die alle an der Universität Leipzig gegründet wurden, waren mit der Gründung und Herausgabe der ersten wissenschaftlichen Zeitschrift in Deutschland, der Acta Eruditorum, durch Otto Mencke im Jahre 1682 verbunden.

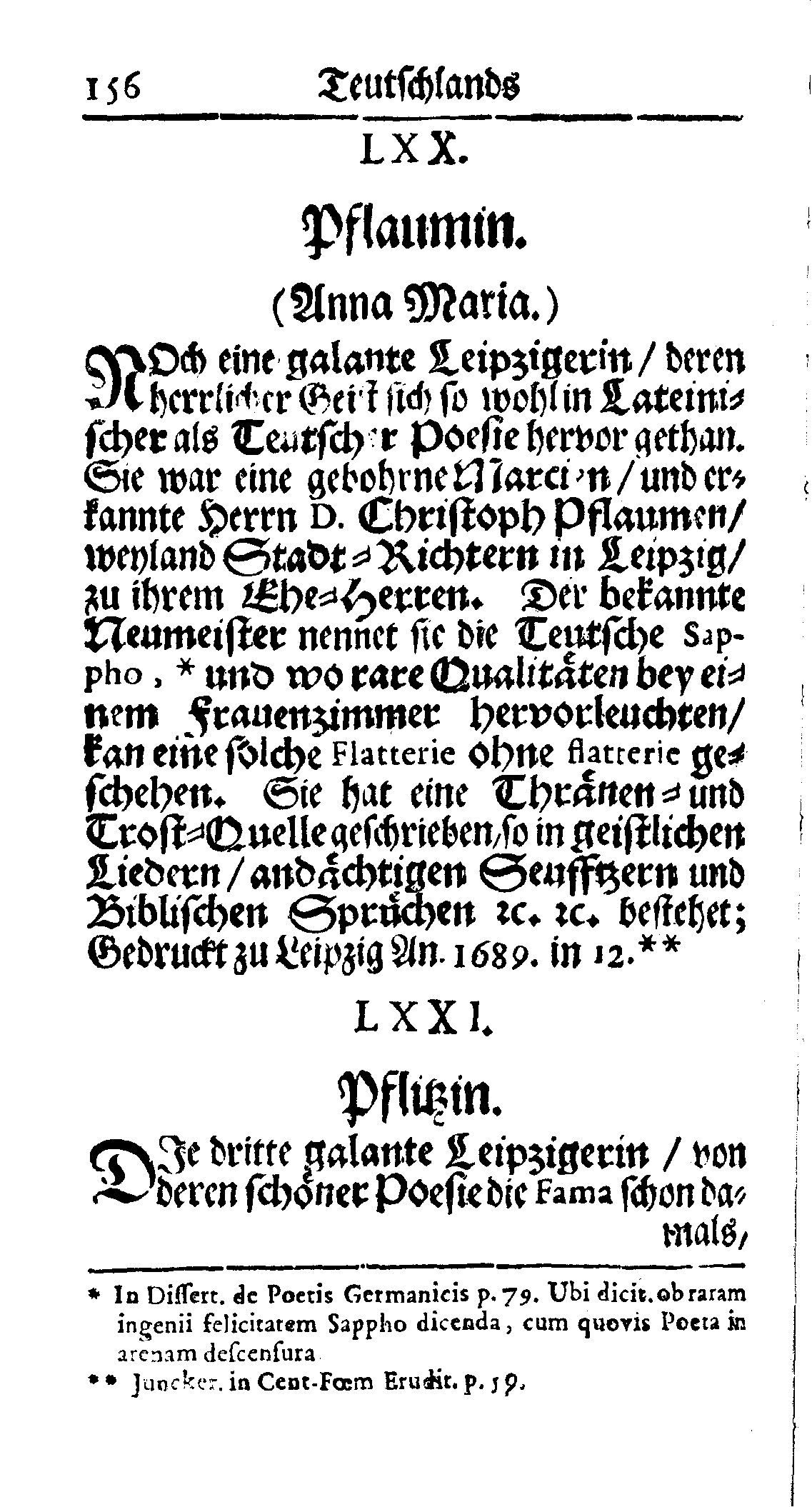
Scan aus Teutschlands Galante Poetinnen durch Georg Christian Lehms

Nach dem Tod seines Schwagers Franz Heinrich Höltich ließ er vom Kupferstecher Christian Romstet ein Porträt des Verstorbenen mit seiner Widmung drucken, ebenso für den Juristen Martin Zacharias Cramer nach dessen Tod. Von einem anderen Kupferstecher ließ er zum Tode seiner Schwiegermutter Sabina Elisabetha ein Porträt mit Widmung drucken. Der Ratsbibliothek, der späteren Stadtbibliothek Leipzig stiftete er eine Sammlung an Naturalien sowie Porträts von dem Kurfürsten August von Sachsen, von Jacques Cujas und von Leonhard Badehorn.
Johann Caspar Pflaume starb am 23. September 1689 in Leipzig und wurde am 26. September in der Universitätskirche St. Pauli beigesetzt. Joachim Feller verfasste eine Trauerschrift auf ihn. Im Dezember 1689 erschien die Thränen- und Trost-Quelle seiner Witwe Anna Maria Pflaume (auch Pflaumin oder Pflaum), die in Erdmann Neumeisters Habilitationsschrift De poetis germanicis von 1695 als deutsche Sappho bezeichnet wurde, die sich mit jedem Poeten messen könne. Die Thränen- und Trost-Quelle soll aus geistigen Liedern, „andächtigen Seufzern“ und biblischen Sprüchen bestehen, oder bestanden haben.

### Familie
Johann Caspar Pflaumes erste Ehefrau war eine Schwester von Franz Heinrich Höltich, die vermutlich früh verstarb. Am 15. Oktober 1671 heiratete er die Cousine von Franz Heinrich Höltichs späteren Frau, Anna Maria Marci, die Tochter von Johann Christoph Marci und Sabina Elisabetha Marci, geborene Leyser. Ihr Bruder war der Jurist und Librettist Polycarp Marci. Zu Anna Marias Vorfahren gehören auch Polykarp Leyser II., Polykarp Leyser der Ältere, Lucas Cranach der Jüngere und Lucas Cranach der Ältere.
Johann Caspar Pflaumes Vater war Ascan Pflaume (latinisiert auch Ascanius), der wie dessen Vater Johann Bürgermeister in Aschersleben war, aber auch vorher Stadtschreiber und Stadtvogt. Ascan Pflaumes Porträt von dem Maler Wolf Ernst Lindemeyer hängt bei der Orgel der St.-Stephani-Kirche in Aschersleben. Johann Caspar Pflaume ist ein Verwandter des Fernsehmoderatoren Kai Pflaume und dessen Urgroßvaters, des Architekten Hermann Eberhard Pflaume, sowie des Architekten Hermann Otto Pflaume.

## Schriften
- Epicedium auf Johann Georg von Ponickau, 1664, S. 24 unten und 25 (Digitalisat)
- Examen Juris … Sextum, Rostock, 1667 (Digitalisat)
- De affectione juridica, Leipzig, 1668 (Digitalisat)
- Discursus ethicus de justitia commutativa, Leipzig, 1670 (Digitalisat)
- Dissertatio inauguralis de optione, Basel, 1671 (Digitalisat)